# 두품
두품(頭品)은 신라의 골품제의 하나로, 일종의 신분제도이다.

## 두품 단위
1. 왕족: 성골, 진골
2. 신분: 6두품, 5두품, 4두품, 3두품, 2두품, 1두품
3. 관위: 진골 이상만 가능한 관위
1등 이벌찬(서발한, 각간), 2등 이찬(이척찬), 3등 잡찬(소판), 4등 파진찬, 5등 대아찬,
4. 6두품 이상만 가능한 관위
6등 아찬, 7등 일길찬, 8등 사찬, 9등 급벌찬,
5. 5두품 이상만 가능한 관위
10등 대나마, 11등 나마,
6. 4두품 이상만 가능한 관위
12등 대사, 13등 사지, 14등 길사, 15등 대오, 16등 소오, 17등 조위

자세한 내용은 신라의 관직에서 확인 가능하다.

## 골품과 관위의 한계
신라 때에는 골품에 따라 올라갈 수 있는 관위의 한계가 있었는데, 1등 이벌찬부터 5등 대아찬까지의 관위는 진골만이 가능했고, 6등 아찬부터 9등 급벌찬까지는 6두품 이상, 10등 대나마부터 11등 나마까지는 5두품 이상, 12등 대사부터 17등 조위까지는 4두품 이상의 골품만 가능하였다.
3두품 이하는 평민인데, 율령 반포 초기에는 평민도 셋으로 구분한 듯하나 1, 2두품에 대한 기록이 거의 없는 것으로 미루어 흐지부지해진 것으로 생각된다.

## 진골과 성씨

### 신라 왕성
현존하는 대한민국의 성씨 중 신라 왕성(王姓)이었던 박씨, 석씨, 김씨 등이 대표적인 진골 후손의 성씨이다. 신라 왕성의 분파를 상술하면 대체로 다음과 같다.
신라 박씨

모든 박씨는 신라 박씨로서 신라 제1대 왕 혁거세 거서간(박혁거세)의 후손들이다.
- 밀양 박씨: 시조 밀성대군 박언침(신라 제54대 왕 경명왕 장남)
  - 태인 박씨: 시조 돈재공 박연생(도평의사 박언상의 후예로, 조선 단종 때 절충장군 충무시위사 대호군을 역임)
  - 태안 박씨: 시조 태안부원군 박원의(신라 제54대 왕 경명왕의 장남 밀성대군 박언침 13세손, 고려 광록대부, 상서좌복야)
- 고령 박씨: 시조 고양대군 박언성(신라 제54대 왕 경명왕 차남)
- 함양 박씨: 시조 속함대군 박언신(신라 제54대 왕 경명왕 3남)
- 죽산 박씨: 시조 박기오(신라 제54대 왕 경명왕의 4남 죽성대군 박언립 아들)
  - 고성 박씨, 음성 박씨: 시조 음성백 박서(신라 제54대 왕 경명왕의 4남 죽성대군 반언립 11세손, 고려 고종 때 서북병마사, 문하시랑평장사)
- 충주 박씨: 시조 박영(신라 제54대 왕 경명왕의 5남 사벌대군 박언창 11세손)
- 무안 박씨: 시조 박진승(신라 제54대 왕 경명왕의 6남 완산대군 박언화 5세손)
- 춘천 박씨: 시조 박항(신라 제54대 왕 경명왕의 7남 강남대군 박언지 11세손)
  - 순천 박씨: 시조 박영규(신라 제54대 왕 경명왕의 7남 강남대군 박언지 아들, 후백제 제1대왕 견훤의 사위)
- 월성 박씨: 시조 박휘(신라 제54대 왕 경명왕의 8남 월성대군 박언의 후손)
- 영해 박씨: 시조 박제상(신라 제5대 왕 파사 이사금 5세손)
  - 면천 박씨: 시조 박술희(신라 제5대 왕 파사 이사금의 5세손 박제상, 6세손 백결 선생 후손, 고려 개국공신)
- 반남 박씨: 시조 박응주(신라 제1대 왕 혁거세 거서간(박혁거세) 후손, 고려시대 호족)

신라 석씨
- 경주 석씨, 월성 석씨: 시조 신라 제4대 왕 탈해 이사금(석탈해)

신라 김씨

신라 대보공 김알지의 후예들이다.
- 강릉 김씨: 시조는 신라 대보공 김알지의 후예 명주군왕(溟州郡王) 김주원(金周元)[1]
- 선산 김씨: 시조는 고려 개국공신(開國功臣) 대광시중(大匡侍中) 김선궁(金宣弓)[2]
- 선산 김씨: 시조는 신라 대보공 김알지의 후예 상서좌복야(尙書左僕射) 김한충(金漢忠)[3]
- 광산 김씨: 시조는 신라 왕자 김흥광(金興光)[4]
- 연안 김씨: 시조는 신라왕 후손 사문박사(四門博士) 김섬한(金暹漢)
- 순천 김씨: 시조는 신라 종성으로 인가별감(引駕別監) 평양군(平陽君) 김총(金摠)
- 울산 김씨: 시조는 신라 경순왕 왕자 학성부원군(鶴城府院君) 김덕지(金德摯)
- 경주 김씨: 시조는 신라 대보공 김알지
- 경주 김씨 분파
  - 경주김씨 평장사공파: 파조는 김알지 후예 평장사(平章事) 김봉모(金鳳毛)[5][6]
  - 경주김씨 태사공파: 파조는 헌강왕 후예 태사(太師) 김인관(金仁琯)[7]
  - 경주김씨 계림군파: 파조는 조선 개국공신 계림군(鷄林君) 김균(金稛)[8]
  - 경주김씨 내사령공파: 파조는 경순왕 후예 내사령(內史令) 김예겸(金禮謙)[9]
  - 경주김씨 판도판서공파: 파조는 경순왕 후예 판도판서(版圖判書) 김장유(金將有)
  - 경주김씨 호장공파: 파조는 김알지 후예 호장(戶長) 김위영(金魏英)
  - 경주 김씨(상서공파): 파조는 상서(尙書) 김여진(金麗珍)
  - 경주김씨 목사공파: 파조는 목사(牧使) 김소(金邵)
- 의성 김씨: 시조는 경순왕 후예 태자 첨사(太子 詹事) 김용비(金龍庇)[10] 혹칭 '문소 김씨'(聞韶 金氏)
- 언양 김씨: 시조는 경순왕 후예 신호위(神虎衛) 별장 동정(同正 別將) 김수(金壽)[11]
- 삼척 김씨: 시조는 경순왕 후예 지양주사(知襄州事) 김위(金偉)[12]
- 나주 김씨: 시조는 신라 경순왕 후예 안로현주(安老縣主) 김득장(金得章)[13]
- 김해 김씨 (후김): 시조는 경순왕 후예 김해군(金海君) 김염(金濂)[14]
- 구 안동 김씨: 시조는 경순왕 후예 상락공(上洛公) 김방경(金方慶)[15][16][17]
- 김녕 김씨: 시조는 경순왕 후예 금녕군(金寧君) 김시흥(金時興)
- 상산 김씨: 시조는 경순왕 후예 보윤(甫尹) 김수(金需)[18]
- 수원 김씨: 시조는 경순왕 후예 상락공(上洛公) 김변(金忭)[19]
- 청도 김씨: 시조는 경순왕 후예 오산군(鰲山君) 김지대(金之岱)[20]
- 원주 김씨: 시조는 경순왕 후예 원성백(原城伯) 김거공(金巨公)[21]
- 전주 김씨: 시조는 경주에서 스스로 분적한 시랑(侍郞) 김봉모(金鳳毛)[22]
- 청풍 김씨: 시조는 시중(侍中) 김대유(金大猷)[23]
- 서흥 김씨: 시조는 금오위(金吾衛) 정용중랑장(精勇中郎將) 김보(金寶)
- 부안 김씨: 시조는 호장동정(戶長同正) 김경수(金景修)[24]
- 청주 김씨: 시조는 금오위 대장군(金吾衛大將軍) 김보(金甫)
- 교하 김씨: 시조는 군수(郡守) 김정석(金廷碩)[25]
- 안로 김씨: 시조는 신라 경순왕 후예 호장중윤(戶長中尹) 김지경(金之敬)[26]

### 신라 개국공신 세력
박혁거세를 신라 왕으로 추대하여 신라 건국에 큰 공을 세운 신라 6부 세력은 대체로 6두품에 속한 것으로 알려져 있으나, 6부 중 세력이 컸던 급량부 대인 이알평(李謁平)의 집안과 사량부 대인 소벌도리(蘇伐都利)의 집안은 진골이었던 것으로 보인다. 특히, 이알평의 후손인 경주 이씨와 소벌도리의 후손인 진주 소씨 측 자료는 당해 씨족이 진골 귀족임을 기록하고 있다.
- 경주 이씨와 그 분적종

경주 이씨는 신라 개국좌명공신인 급량부 대인 이알평을 시조로 한다. 그는 535년(법흥왕 23년) 문선공(文宣公)의 시호를 받았고, 656년(태종 무열왕 3년) 은열왕(恩烈王)으로 추봉되었다. 경주 이씨 족보에 의하면 고려 말 목은 이색이 지은 경주 이씨 파조(派祖) 익재(益齋) 이제현(李齊賢)의 묘지명에 신라말 중시조 이거명(李居明)이 진골만 얻을 수 있는 소판(蘇判)에 오른 사실이 기록되어 있다고 한다. 또한, 이거명의 아들인 이금현(李金現) 역시 17관등의 1~5등으로서 진골만이 오를 수 있는 대아찬~각간이 겸직하는 병부령(兵部令)을 역임하였다고 한다. 고려초 삼한공신(三韓功臣)에 녹훈된, 이금현의 아들 이금서(李金書)는 신라 마지막 왕 경순왕 김부와 고려 태조 왕건의 장녀 낙랑공주 왕씨 사이에서 태어난 딸인 신란궁부인 김씨와 혼인하였고, 이를 통해 경주 이씨 집안과 신라 왕실 사이의 긴밀한 관계를 짐작할 수 있다. 2008년에는 황해북도 장풍군 십탄리 서원동에 있는 이제현 무덤에서 길이 1.68m, 너비 63.2cm, 두께 20.5cm, 무게 500kg에 달하는 묘지석이 실제로 발굴되기도 하였다. 송도사범대학의 전용철 교수는 “이 묘지석은 고려말 조선 초의 우수한 금석문 유물로서 학술적 가치가 크다”면서 “지금까지 우리나라에서 알려진 묘지석 가운데 규모가 제일 크고 내용도 풍부한 걸작”이라고 평가했다. 그는 또 “묘지석의 글은 고려시기 이름난 문장가이며 학자인 목은 이색이 지었는데 모두 34줄에 2,745자나 된다”며 “고려사에 없는 내용도 적지 않기 때문에 특히 14세기 고려사 연구에 의의가 있다”고 설명했다. 이제현 묘지석에는 전서체로 '문충공이씨묘지명'(文忠公李氏墓誌銘)이라고 새겨져 있고 중시조 소판공 이거명과 병부령 이금현을 비롯한 그의 가계와 행적에 대한 내용이 실려 있다(관련방송 및 관련기사 참조). 한편, 경주 이씨의 분적종도 진골 후손으로 볼 수 있다. 우계 이씨, 차성 이씨, 합천 이씨, 성주 이씨 등은 시조 이알평 후대에 분적하였고, 재령 이씨, 아산 이씨, 진주 이씨, 장수 이씨, 원주 이씨 등은 중시조 이거명 후대에 분적하였다. 평창 이씨는 경주 이씨의 분적종에서 제외되었으나 논란의 소지는 있다.
- 진주 소씨

알천(閼川)은 신라 제8대 왕 아달라 이사금의 14세손이다. 진주 소씨 측은 알천이 신라 개국좌명공신 사량부 대인 소벌도리의 25세손이라고 하여 그 시조로 받들고 있다. 알천은 신라 1등 관위인 각간을 역임한 진골 귀족이었다. 화백회의의 의장인 상대등 재임 중 왕위에 추대되었으나 고령을 이유로 이를 사양하고, 김유신 등 공신과 함께 뜻을 모아 김춘추를 왕위에 등극시키니 이 분이 태종 무열왕이다. 무열왕은 알천의 공로에 보답하여 656년(태종 무열왕 3년) 알천의 선조인 사량부 대인 소벌도리를 문열왕(文烈王)에 추봉하는 등 신라 6부의 시조를 왕으로 추봉하였다고 한다. 다만 알천은 학계에서는 대체로 김씨일 것으로 추정하고 있어 논란이 있다.
- 배씨

삼국사기 성덕왕 19년 정월 기록을 보면 대아찬(大阿飡) 배부(裴賦)를 상대등(上大等)으로 삼았다고 한다. 대아찬은 17관등 중 제5등으로 대아찬 이상은 진골만이 오를 수 있었다. 또한 상대등은 귀족회의를 주재하고 국정을 총괄하는 최고 관직으로 역시 진골만이 오를 수 있었다.

### 신라 외부 세력의 진골 편입
- 김해 김씨

532년 신라로 항복해 온 금관가야의 왕족인 김해 김씨가 진골로 편입되었다. 김유신 가문이 이에 해당한다. 그러나, 진골에 편입되었음에도 신라 제29대 왕 태종 무열왕 이전까지는 비주류 취급을 당하였다.
- 창녕 조씨

555년 비화가야(비사벌가야)가 신라에 복속되면서 그 왕족은 김씨를 사성받고 진골로 편입된 것으로 보는 견해가 있다. 이 견해에 의하면 비화가야의 직계왕손인 옥결은 한림학사 이광옥(李光玉)의 딸 이예향(李禮香)과 혼인하여 창녕 조씨의 시조 조계룡(曺繼龍)을 낳았고 그를 선덕여왕의 남편인 음갈문왕 김인평(金仁平)과 동일인물로 추정할 수 있다고 한다. 반면 경주 김씨 족보에 의하면 조계룡은 김인평과 다른 인물로서 진평왕의 장녀인 선덕여왕이 아니라 3녀와 혼인한 것으로 기록되어 있다. 또한 경주 이씨 35대 실전세계에 의하면 이광옥(李光沃)은 시조 이알평의 19대손으로 진평왕 때 한림학사를 지냈고 그 딸 이예향이 병을 치료하기 위해 화왕산(火旺山) 용지(龍池)에서 목욕을 하던 중 용왕의 아들을 만나 조계룡을 낳았으니 그가 바로 창성부원군으로 진평왕의 3녀와 혼인하였다고 한다.
- 보덕국왕 안승

670년 고구려 부흥운동을 일으킨 보덕국왕 안승은 이후 신라에 투항하였고, 679년 신라와 연합하여 백제 지역을 평정한 후, 나당전쟁에 참전하여 당나라 군을 격퇴하였으며, 680년(문무왕 20년) 문무왕의 여동생과 혼인하였다. 683년(신문왕 3년)에는 문무왕의 조카딸과 재혼하여 3등 관위 소판(잡찬)의 관위를 받고 김씨 성을 사성받은 후 진골로 편입되었다.
- 발해 고왕 대조영

최치원의 사불허북국거상장에 따르면, 발해 고왕 대조영(발해 제1대 왕)이 발해 건국 직후인 700년 신라와 수교를 맺기 위해 사신을 파견하자 이를 기특하게 여긴 신라 효소왕(신라 제32대 왕)이 발해를 번국으로 삼고 대조영에게 신라 5등 관위인 대아찬을 제수하였다고 한다. 이는 진골만이 받을 수 있는 품계로 대조영을 진골로 대우한 것으로 볼 수 있다. 그러나, 대조영 입장에서 5품에 불과한 관위는 다소 굴욕적인 일일 수 있다. 다만, 최치원의 기록 외에는 이를 증명할 만한 다른 기록이 남아있지 않아 그 역사적 사실성에 의문을 제기하는 견해도 있으나, 당시 발해의 국력과 외교적 상황을 고려할 때 사실일 가능성도 충분하다.

### 기타
- 수성 최씨

대개의 최씨 집안이 경주 최씨에서 분파하였지만, 수성 최씨의 경우 신라 마지막 왕인 경순왕의 13세손인 시조 수성백 최영규가 고려 충렬왕 때 사성을 받아 창성한 것이므로 진골 후손으로 볼 수 있다. 한편, 김씨라도 중국이나 일본에서 귀화한 성씨는 골품제와 관련이 없다.